# Ryō Horikawa
Ryō Horikawa (jap. 堀川 りょう Horikawa Ryō; ur. 1 lutego 1958 w Osace) – japoński seiyū i aktor dubbingowy, najbardziej znany z roli Vegety w Dragon Ballu. Dawniej pracował dla agencji Aoni Production, z czasem założył agencję Aslead Company, której jest prezesem.
Jego prawdziwe nazwisko to Makoto Horikawa (jap. 堀川 亮 Horikawa Makoto). Pseudonim pochodzi od innego sposobu czytania znaku imienia aktora i początkowo był zapisywany tak samo, jak nazwisko, jednak ostatecznie Horikawa zmienił jego zapis z kanji na hiraganę.
Horikawa biegle mówi po angielsku.

## Wybrana filmografia
- Dr. Slump: Charmy Yamada
- Rycerze Zodiaku: Shun
- Yume Senshi Wingman: Kenta Hirono
- Yu Yu Hakusho: Karasu
- Pokémon: Ziggy
- Dragon Ball Z, Dragon Ball GT, Dragon Ball Z Kai, Dragon Ball Super: Vegeta
- Digimon Tamers: Makuramon
- Ashita no Nadja: Antonio Fabiani
- Detektyw Conan: Heiji Hattori
- Ginga Eiyū Densetsu: Reinhard von Lohengramm
- Samuraje z Pizza Kot: Michael